# Margina

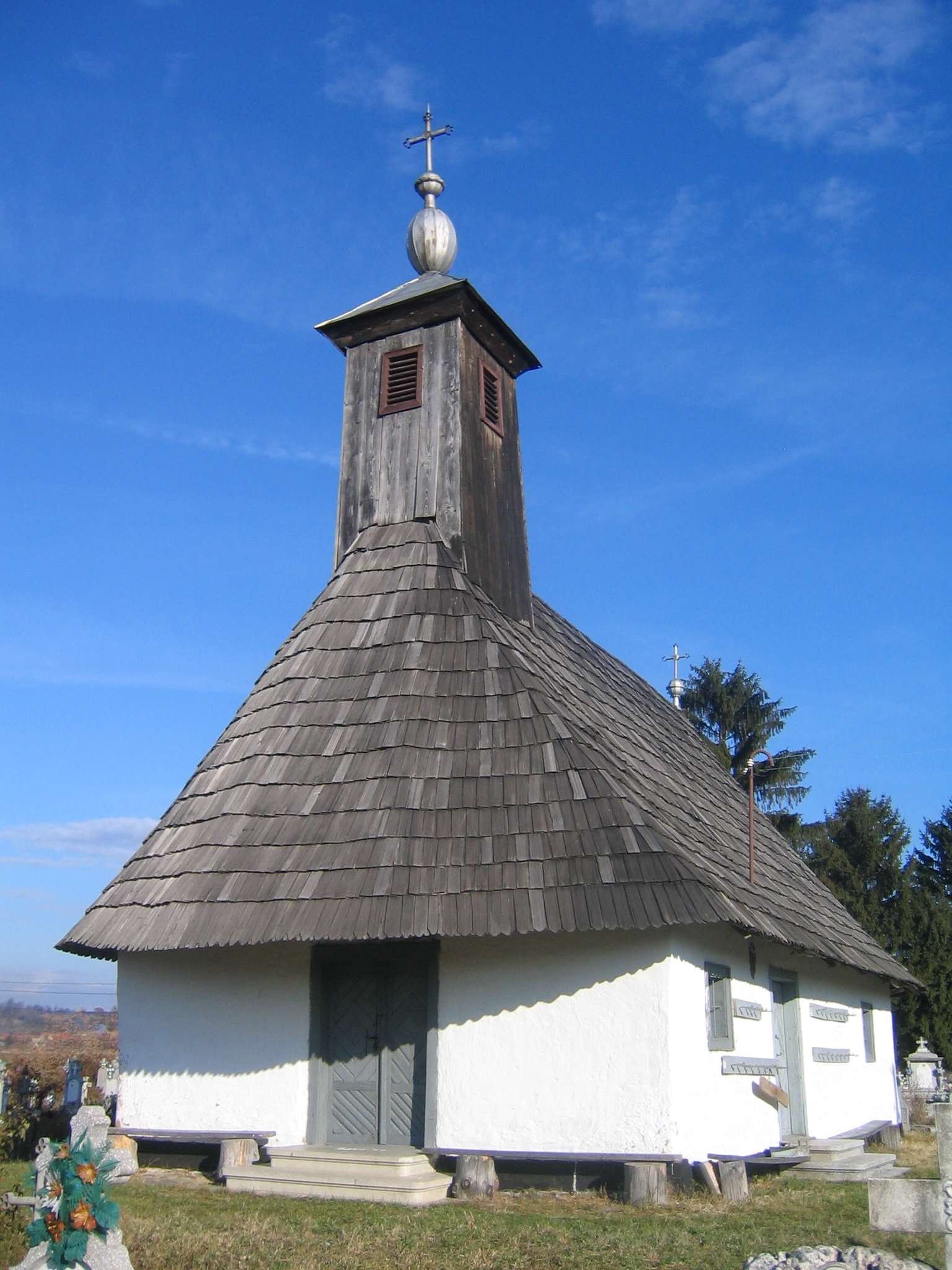
De houten kerk van Margina

Margina (Hongaars: Marzsina, Duits: Marschina) is een gemeente met 2364 inwoners (2005) in het noordoosten van het Roemeense district Timiș.

## Geschiedenis
De eerste vermelding van Margina dateert uit 1365.

## Geografie
Behalve Margina zelf omvat de gemeente de dorpen Breazova, Bulza, Coșevița, Coșteiu de Sus, Groși, Nemeșești, Sintești en Zorani. Margina ligt aan de rivier de Bega.

## Demografie
Van de 2358 inwoners in 2002 zijn 2183 Roemenen, 35 Hongaren, 16 Duitsers, 10 Roma's en 114 van andere etnische groepen.
Onderstaande figuur toont het verloop van het inwoneraantal vanaf 1880.
Balinț · Banloc · Bara · Bârna · Beba Veche · Becicherecu Mic · Belinț · Bethausen · Biled · Birda · Bogda · Boldur · Brestovăț · Cărpiniș · Cenad · Cenei · Checea · Chevereșu Mare · Comloșu Mare · Coșteiu · Criciova · Curtea · Darova · Denta · Dudeștii Noi · Dudeștii Vechi · Dumbrava · Dumbrăvița · Fibiș · Fârdea · Foeni · Gavojdia · Ghilad · Ghiroda · Ghizela · Giarmata · Giera · Giroc · Giulvăz · Gottlob · Iecea Mare · Jamu Mare · Jebel · Lenauheim · Liebling · Lovrin · Margina · Mașloc · Mănăștiur · Moravița · Moșnița Nouă · Nădrag · Nițchidorf · Ohaba Lungă · Orțișoara · Parța · Pădureni · Peciu Nou · Periam · Pietroasa · Pișchia · Racovița · Remetea Mare · Sacoșu Turcesc · Saravale · Satchinez · Săcălaz · Secaș · Sânandrei · Sânmihaiu Român · Sânpetru Mare · Șag · Şandra · Știuca · Teremia Mare · Tomești · Tomnatic · Topolovățu Mare · Tormac · Traian Vuia · Uivar · Valcani · Variaș · Victor Vlad Delamarina · Voiteg